# Dislocation mystérieuse
Pour plus de détails, voir Fiche technique et Distribution.
Dislocation mystérieuse est un court métrage de comédie français réalisé par Georges Méliès, sorti en 1901, au début du cinéma muet.

## Synopsis
Au lieu de se déplacer lui-même, un Pierrot envoie ses membres et sa tête chercher les objets dont il a besoin. Puis les bras, les jambes, le tronc et la tête mènent chacun leur propre danse avant de se réunir et reformer le corps entier de Pierrot, qui salue.

## Fiche technique
- Titre :  Dislocation mystérieuse
- Réalisation : Georges Méliès
- Pays d'origine : France
- Format : noir et blanc, muet
- Genre : Comédie fantastique
- Durée : 2 minutes
- Société de production : Star Film

## Distribution
- André Deed : le Pierrot